# Un certo Daneri
Un certo Daneri (Un tal Daneri) è una serie a fumetti scritta da Carlos Trillo e disegnata da Alberto Breccia.

## Storia editoriale
La serie venne scritta da Carlos Trillo e, insieme a Loco Chávez, rappresenta il suo esordio come sceneggiatore oltre che la sua prima collaborazione con il disegnatore Alberto Breccia; è costituita da otto episodi privi di titolo e venne pubblicata sulla rivista Mengano dal 1975 al 1977. In Italia venne pubblicata negli anni settanta da Milano Libri sulla rivista alter alter e, in volume, dalle Edizioni Editiemme; il volume venne poi ripubblicato nel 2015 da Comma 22 nella collana dedicata ad Alberto Breccia.

## Trama
Il protagonista è un killer che agisce nel barrio Mataderos di Buenos Aires.